# Нова Слобода (Конотопський район)
Нова́ Слобода́ — село в Україні, у Новослобідській сільській громаді Конотопського району Сумської області. Населення становить 300 осіб. До 2017 орган місцевого самоврядування — Новослобідська сільська рада.

## Географія
Село Нова Слобода знаходиться біля витоків струмка, який переходить у розгалужену мережу іригаційних каналів. На струмку кілька загат. На відстані 1,5 км знаходиться село Бувалине. Село розташоване за 85 км від районного центру (Конотоп), за 22 км від Путивля і за 11 км від роз'їзду Шечкове на лінії Хутір-Михайлівський — Ворожба.

## Назва

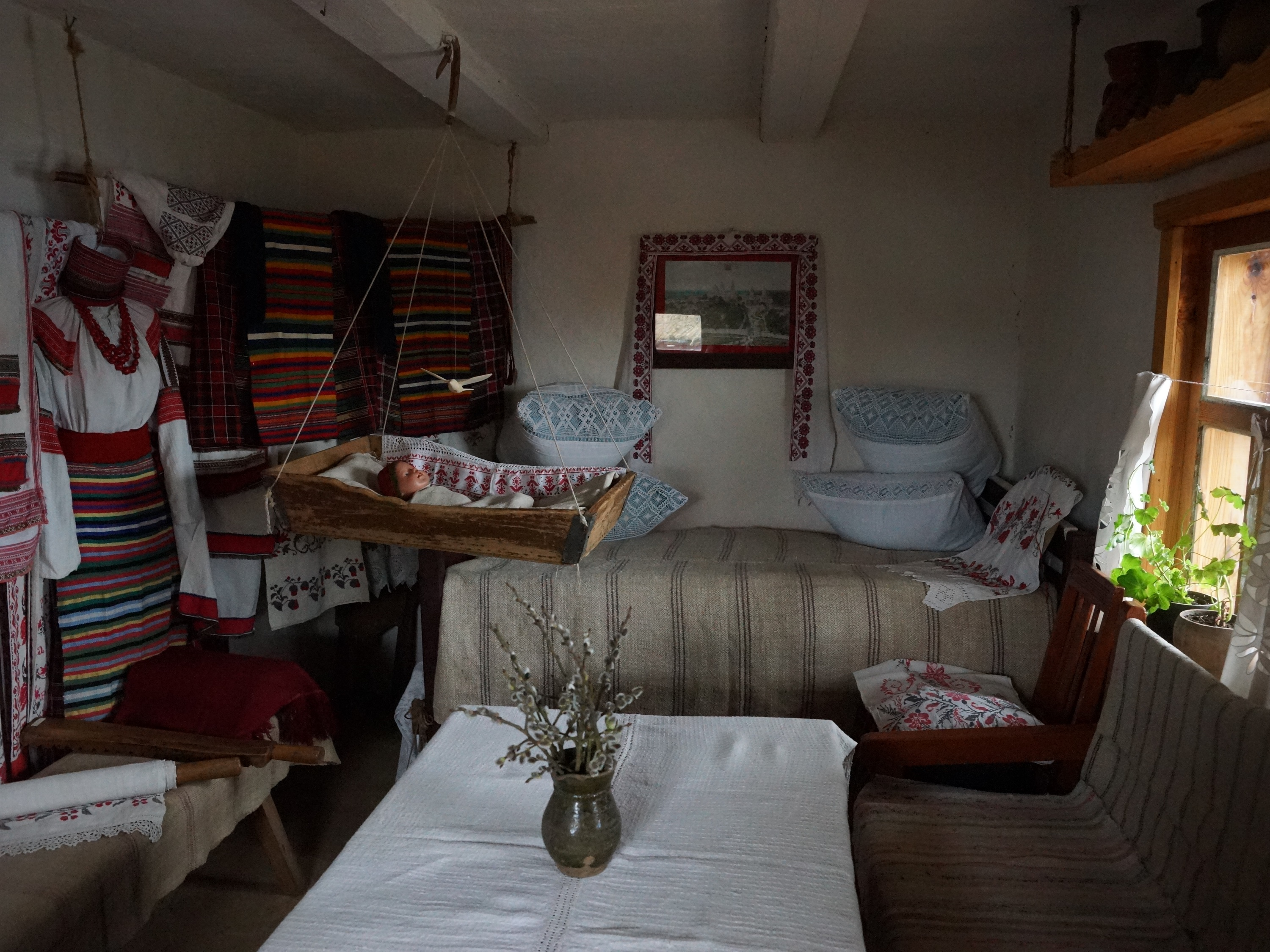
Експозиція Музею горюнської культури

Назва села походить від слова «слобода», тому що воно було засновано переселенцями з Полісся в XVI ст. на незаселених землях та на кордоні Гетьманщини і Московської держави, але так як нові поселення звільнялися на певний час від податків, то і називалися вони за давньою українською традицією слободами. Про те що жителі села, дійсно були переселенцями поліських земель, свідчить і їх мова. Навіть зараз збереглося багато слів білоруського походження. Назва (Нова) Слобода з'явилося вже в середині XVIII ст., коли село поповнилось новими переселенцями і кількість їх значно збільшилася. Жителів нашого, а також сусідніх сіл називали «горюнами». Походження назви «горюни» пояснюють по–різному. Але найбільш правдивою є та, що переселенці з Полісся покинули свої рідні місця з горя і злиднів, але навіть переселившися на нові землі, вони продовжували жити в «горі».

## Історія
Першу згадку про село знаходимо в грамоті царя Федора Івановича під 1593 роком, саме цією грамотою до Мовчанського монастиря міста Путивля було приписано селище Слобода, але після набігу орд кримських татар в 1592 р. в ньому залишилось лише «шесть дворов, да два двора бобыльских».
У XVII—XVIII ст. історія нашого села тісно пов'язана з монастирями: спочатку Мовчанським (м. Путивль), а потім Софронієвським (на території села). Попавши в залежність від Мовчанського монастиря, селяни обробляли монастирську землю, займались розробкою лісу і вели роботи по осушенню болота. Тяжка праця підштовхувала їх до боротьби, в 1606 р. частина слобідського населення приєдналася до антифеодального повстання під керівництвом І. Болотникова, за що були жорстоко покарані.
У 1653 цар Олексій Михайлович жалуваною грамотою приписав селян Слободи до Софронієвскої пустині, яка дуже скоро переросла в справжнє містечко. Щоб забезпечити себе робочою силою монастир купував кріпосних селян в Росії і Білорусі, поселяв їх в селі, навколишніх селах. Саме в цей час і з'явилася назва Нова Слобода. Більшість жителів села була зайнята в господарстві Софронієвського монастиря. Вони обробляли землю, займались скотарством, працювали на лісорозробках, виготовляли цеглу, будували монастирські споруди. Наприкінці XVIII ст. монастирські селяни перейшли в розряд державних. Але життя їх не стало особливо кращим. В XIX ст. відбувається процес розшарування на багатих і бідних. Уже в 90-і роки XIX ст. почалося переселення в Сибір. За 1903—1908 роки 50 сімей із Нової Слободи в пошуках кращої долі переселилися в Томську губернію.
За даними на 1862 у власницькому селі Путивльського повіту Курської губернії мешкало 1947 осіб (961 чоловік та 986 жінок), налічувалось 238 дворових господарств, існувала православна церква, відбувалось 2 ярмарки на рік.
Станом на 1880 рік у колишньому власницькому селі, центрі Новослобідської волості, мешкало 2374 особи, налічувалось 364 дворових господарства, існували православна церква, школа, школа, 2 лавки, 2 постоялих двори, 40 вітряних млинів. За 4 версти — монастир, 4 православні церкви.
Під час організованого радянською владою Голодомору 1932—1933 років померло щонайменше 14 жителів села.
Село Нову Слободу називають «українською Хатинню». 7 липня 1942 року гітлерівські карателі знищили 586 мирних жителів. У пам'ять про жертви нацизму в центрі села відкрито меморіал із каплицею «Дзвін Скорботи».
12 червня 2020 року, відповідно до розпорядження Кабінету Міністрів України № 723-р «Про визначення адміністративних центрів та затвердження територій територіальних громад Сумської області», село увійшло до складу Новослобідської сільської громади.

19 липня 2020 року, в результаті адміністративно-територіальної реформи та ліквідації Путивльського району, увійшло до складу новоутвореного Конотопського району.
Увечері 25 квітня 2022 року з боку російського селища Тьоткіно з важкого озброєння стріляли між селами Бунякине та Нова Слобода Конотопського району.
14 липня 2024 року село обстріляли російські агресори. Зафіксовано 2 вибухи, ймовірно скид НВП з БПЛа. 
28 липня 2024 року село знову обстріляли російські агресори. Зафіксовано 1 вибух, ймовірно ФПВ-дрон; 2 вибухи, ймовірно БПЛа типу «Оріон».   
11 серпня 2024 року село обстріляв агресор. Як повідомили в оперативному командуванні “Північ” зафіксовано 6 вибухів, ймовірно КАБ.     
26 серпня 2024 року російські загарбники продовжували обстрілювати прикордонні території Сумської області. Зокрема в селі зафіксовано 1 вибух, ймовірно ФПВ-дрон.    
27 серпня 2024 року оперативне командування “Північ” інформує про обстріли села. Зафіксовано 1 вибух, ймовірно ФПВ-дрон.     
13 травня 2025 року була оголошена обов'язкова евакуація із села.  

## Пам'ятки

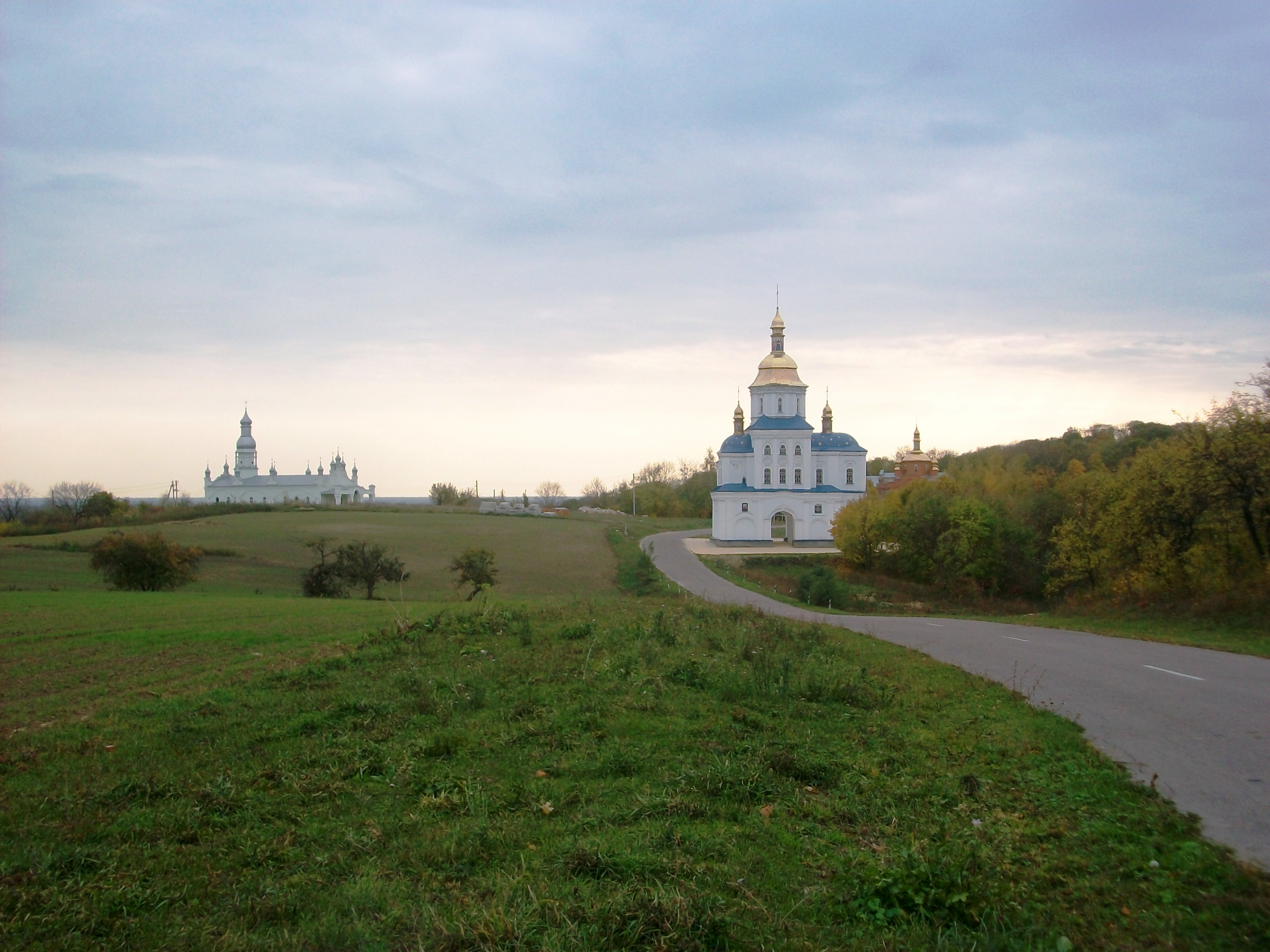
Софроніївський монастир

Біля села Нова Слобода на мальовничому пагорбі знаходиться Софроніївський монастир, заснований у XI столітті. Тривалий час він був одним з найважливіших духовних центрів України і Росії. На жаль, у XX ст. більшу частину монастирських споруджень було зруйновано. Непогано зберігся печерний комплекс монастиря. Туристи можуть оглянути підземні келії і навіть підземну печерну церкву. Нині діючий чоловічий Софроніївський монастир відроджується.
У 2017 році в с. Нова Слобода було відкрито музей горюнської культури, експозиція якого відтворює садибу горюнів кінця XIX — початку XX ст.. Екскурсії проводять горюнською мовою. Цей особливий діалект поєднує в собі російську, українську і білоруську мови, так що зрозуміти його не складе труднощів. 
Біля села знаходиться ландшафтний заказник Монастирський ліс.

## Сьогодення

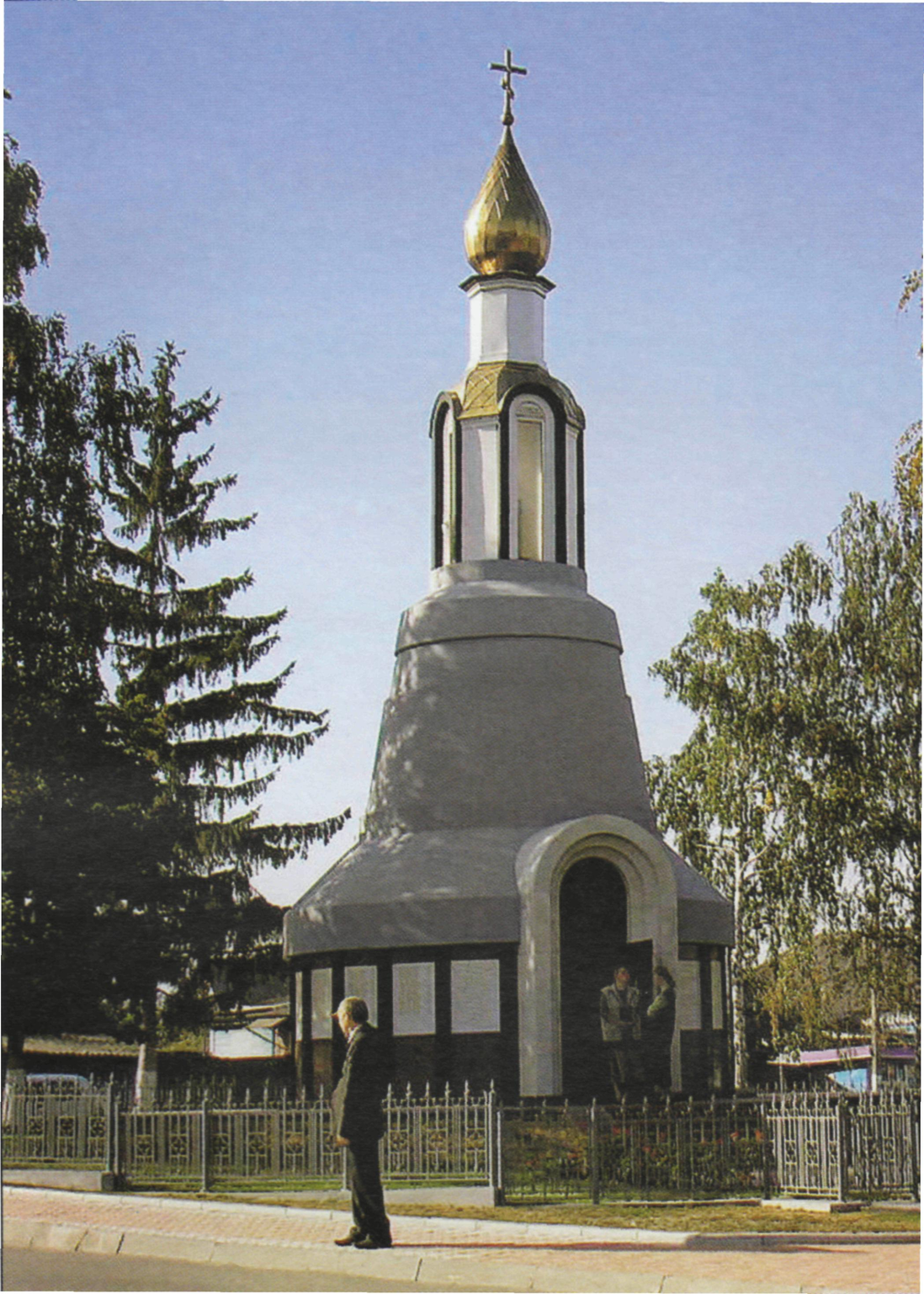
Дзвін скорботи

До 1994 року в селі існував колгосп «Міровая революція», перейменований в «Софронієве угіддя». В 1998 році відбулося розпаювання колгоспних земель і майна, а на його місці виникли приватні підприємства «Легенда», «Гудімов», «Троценко». На сьогоднішній день в селі працює одне ПП «Троценко», приватна пилорама (працює 5 робітників). Частина земель орендується кооперативом «Ярославна» на чолі з В. Волковим. Залишається проблема безробіття, працездатне населення від'їжджає на заробітки.
Найбільшою подією в житті села за роки незалежності стала його газифікація, яка розпочалася згідно указу президента Л. Д. Кучми. В лютому 2004 р. президент держави Л. Д. Кучма, перебуваючи на Сумщині з одноденною робочою поїздкою, завітав до села і до Софронієвського монастиря. Він спілкувався з мешканцями села і був вражений розповіддю про трагедію 7 липня 1942 р. (за один день було знищено 586 жителів села). Л. Кучма віддав розпорядження газифікувати село, прокласти асфальтову дорогу до села і спорудити новий пам'ятник жертвам Новослобідської трагедії. 7 липня 2004 року тодішній прем'єр-міністр В. Янукович запалив символічний газовий факел, — в оселі прийшов газ. 
У цей же день було відкрито новий монумент Дзвін скорботи (архітектор А. Дейнека). Головною деталлю монументу став дзвін — символ тривоги і радості. Це часовня, куди кожен може прийти помолитися, поставити свічку. Купол виконаний у формі сльози, яка впала з неба. Всередині нього вогонь — душі загиблих людей. Висота монументу — 14 м. З дня відкриття його вже відвідали тисячі екскурсантів.

## Відомі люди
- Максим Федорович Берлинський (1764—1848 рр.) — видатний історик, археолог, педагог. Закінчивши знамениту Києво–Могилянську академію в 1786 р., він займався викладацькою діяльністю. В 1800 році вийшла в світ написана ним «Історія Російська для потреби юнацтву», яка була прийнята як підручник в Києво-Могилянській академії. Крім викладацької діяльності, Берлинський все своє життя займався науково–дослідницькою роботою. Він є автором ряду наукових праць з історії Києва: «История города Киева», «Историческое описание Малороссии и города Киева».
- Іван Опанасович Гудимов (1928—1992) — став видатним церковним діячем — митрополитом Леонтієм. В чотирнадцять років Іван Гудимов пішов в монастир — Глинську пустинь. У двадцять п'ять років закінчив Одеську духовну семінарію, а потім Московську духовну академію. В 1960 р. наш земляк одержав сан архімандрита і призначений намісником Одеського Успенського монастиря і ректором Одеської духовної семінарії. В 1968 р. одержав сан архієпископа. Потім владика Леонтій був архієпископом Сімферопольським і Кримським. З лютого 1990 р. став митрополитом Одеським і Херсонським, а через рік митрополитом Херсонським і Таврійським. Скоро призначений митрополитом Донецьким і Слов'янським. В 1992 році на 64 році життя раптово помер.
- Подшивайлов Денис Протасович (1898—1962) — радянський воєначальник, гвардії генерал-майор.
- Попов Михайло Федорович (1854—1919) — російський вчений-медик, професор, декан медичного факультету і ректор (1913—1916) Імператорського Томського університету.
- Черняков Іван Тихонович (1936—2011) — видатний вчений–археолог. Професійна діяльність від студентських років була пов'язана з найдавнішим в Україні Одеським археологічним музеєм, який він очолював майже 10 років. Подальша наукова і творча діяльність відбувалася в інституті археології НАН України. У його науковому доробку понад 300 статей, монографії, підручники для студентів — істориків, незліченна кількість статей у періодичних виданнях, науково-популярні книги про історію України.
- Костров Микола Михайлович (1950—2021) — український військовий і громадський діяч, заступник командувача Військово-Морських Сил України, начальник штабу ВМС України (1993—1996), контрадмірал.

## Цікаві факти
- Попри свою малочисельність горюни й досі плекають давні традиції — збирають лікарські трави, плоди та квіти. Збір супроводжується виконанням горюнських пісень. Місцева влада має бізнес-проєкт з виробництва чаїв під брендом «Горюнські чаї». Горюнські чаї мають лікувальні та чудодійні властивості. Ними лікують не тільки тілесні хвороби, а й душевні.[15]
- У Новослобідському лісі ростуть два дуби, вік яких оцінюється понад 450 років.
- Село завжди славилося багатодітними сім'ями, особливо в 50-і — 80-і роки минулого століття. Тоді рідко в кого в родині було 2 дитини. В основному родини мали 3—5 дітей, а вісім жительок села були удостоєні почесного звання «Мати-героїня», бо народили і виховали по 10—12 дітей.
- У серпні 2021 року на території села проведено всеукраїнський фестиваль субетносів України «На гостини до горюнів» у межах святкування 30-ї річниці незалежності України та започатковано традицію щорічного проведення фестивалю в селі Нова Слобода.